# 15732 Вітусберинг
15732 Вітусберинг (15732 Vitusbering) — астероїд головного поясу, відкритий 15 листопада 1990 року.
Тіссеранів параметр щодо Юпітера — 3,176.
Названо на честь Вітуса Беринга (дан. Vitus Jonassen Bering, тж. Behring, 1681 — 1741) — данського морського офіцера на російській військово-морській службі, дослідника Камчатки, Тихоокеанського узбережжя Росії та західних берегів Північної Америки, капітан-командора російського флоту.